# Scurry
Ne pas confondre avec le comté situé dans le même État, le comté de Scurry.
La ville de Scurry est située dans le comté de Kaufman, dans l’État du Texas, aux États-Unis. Sa population s’élevait à 681 habitants lors du recensement de 2010, estimée à 737 habitants en 2016.

## Source
- (en) Cet article est partiellement ou en totalité issu de l’article de Wikipédia en anglais intitulé « Scurry, Texas » (voir la liste des auteurs).